# 뮤지엄산
뮤지엄산(영어: Museum SAN)은 강원특별자치도 원주시에 소재한 한솔문화재단의 사립 박물관이다. 1997년 설립된 종이 박물관이 시초로, 2005년 이 종이 박물관을 시작으로 뮤지엄산 설립이 추진되었고, 2013년 개관한 미술관인 청조 갤러리와 통합하면서 현재의 모습을 갖추게 되었다.
건축가 안도 타다오의 작품인 것으로 유명하며, 현대 예술가 제임스 터렐의 작품을 살펴볼 수 있다. ‘산’이라는 테마에 착안하여 건물 한 동에 집중되어 있는 것이 아니라 실내와 야외를 직접 걸어다니며 관람해야 한다. 뮤지엄 전체 관람 소요시간은 2시간으로, 2.5km의 연장으로 확인된다.

## 전시실
뮤지엄 본관, 종이박물관과 미술관이 있으며, 다양한 테마의 야외 정원이 마련되어 있다. 뮤지엄 본관에 파피루스 온실 등이 자리하며, 미술관에 백남준관이 자리한다. 제임스 터렐의 작품 전시를 위한 제임스 터렐관이 별도로 마련되어 있다,

## 이용 안내
- 관람시간 : 뮤지엄 10:00 ~ 18:00 (매주 월요일 휴관)
- 입장매표마감 : 17:00
- 관람료 : 성인 기본 23,000원 / 제임스 터렐관 포함 35,000원

## 같이 보기
- 한솔문화재단
- 안도 타다오